# Ramonovo mezinárodní letiště
Ramonovo mezinárodní letiště, též Ramonovo mezinárodní letiště Timna (hebrejsky נמל התעופה רמון‎, Nemal ha-te'ufa Ramon), je letiště v jižním Izraeli. Rozkládá se ve vádí Arava, cca 18 kilometrů severně od města Ejlat, poblíž vesnice Be'er Ora. Od 1. dubna 2019 nahradilo kapacitně nevyhovující Letiště J. Hozmana.

## Historie
Výstavbu letiště navrhl ministr dopravy Jisra'el Kac. Je pojmenováno po izraelském astronautovi Ilanu Ramonovi a jeho synovi, vojenskému letci Asafu Ramonovi.
Nahrazuje nevyhovující Letiště J. Hozmana a je alternativou k mezinárodnímu letišti Uvda. Vzhledem ke své kapacitě může být i záložním letištěm pro Ben Gurionovo mezinárodní letiště u Tel Avivu. Náklady na výstavbu letiště jsou odhadovány na 1,7 mld. šekelů a očekává se díky němu zvýšení turistického ruchu v regionu jižního Izraele o 300 %. Staré letiště v Ejlatu má být parcelováno a využito pro výstavbu nových hotelů a obytných jednotek. S Ejlatem i severem státu ho bude propojovat plánovaná vysokorychlostní trať do Ejlatu. V sousedství letiště se počítá s výstavbou logistického centra, parkovacích ploch a autobusového terminálu.
Každoročně by letiště mělo využívat 1 500 000 cestujících. V další fázi se počítá se zvýšením kapacity až na 4 800 000 cestujících. Podle údajů z ledna 2015 se dokončení letiště očekávalo koncem roku 2016, nakonec bylo otevřeno 21. ledna 2019.
Přistávací a vzletové dráhy mají mít délku 3600 metrů. Ministr Kac rozhodl o jejich prodloužení z původních 3 100 metrů. Jde o zkušenosti z operace Ochranné ostří. Delší dráhy umožní na letišti přijímat i největší stroje jako Jumbo Jet.
Lokalita budovaného letiště čelí v zimním období nárazovým záplavám. Židovský národní fond proto investoval cca 20 milionů šekelů do vodohospodářských úprav okolí.

## Zajímavosti
Ramónovo letiště je prvním izraelským civilním letištěm od založení státu Izrael v roce 1948, které bylo vybudováno od základů nově.